# Skins (альбом)
Skins (название стилизовано под маюскул, с англ. — «Кожа») — третий студийный альбом американского рэпера XXXTentacion, выпущенный 7 декабря 2018 года.
Лонгплей является одним из немногих проектов, над которым рэпер работал до гибели, и является первым альбомом, выпущенным посмертно. 9 ноября 2018 года состоялась премьера основного сингла «Bad!». Американский рэпер Канье Уэст появился в альбоме в качестве приглашённого артиста; в то же время посмертное участие рэпера XXXTentacion ожидается на новом сольном альбоме Уэста — Yandhi. 4 декабря 2018 года, до официального выпуска Skins, произошла утечка нескольких отрывков с альбома; неделей ранее схожая ситуация произошла с лонгплеем Dummy Boy американского рэпера 6ix9ine.

## История
После выхода мини-альбома A Ghetto Christmas Carol в декабре 2017 года, XXXTentacion объявил, что он готовит три новых альбома и в конечном итоге объявил названия альбомов: Bad Vibes Forever, Skins и ?. Второй студийный альбом XXXTentacion ? вышел в марте 2018 года. XXXTentacion был застрелен в июне 2018 года, прежде чем альбомы Bad Vibes Forever и Skins могли быть выпущены.
В Instagram XXXTentacion после его смерти было временно опубликовано, что альбом будет «супер коротким. Это буквально займет минуту», но несколько изданий сообщили, что альбом может появиться в незавершенном виде. Некоторые детали об альбоме стали известны, когда ссылка iTunes Store стала активной в течение некоторого времени 7 ноября, прежде чем была скрыта; на странице было видно, что альбом имеет 10 треков общей длительностью 17 минут. Страница была позже восстановлена. Показано только название трека «Bad!». DJ Scheme, официальный DJ XXXTentacion, заявил, что Skins не будет последним посмертным альбомом XXXTentacion.

## Критический приём
| Совокупная оценка | Совокупная оценка |
| Источник          | Оценка            |
| ----------------- | ----------------- |
| Metacritic        | 44/100            |
| Оценки критиков   |                   |
| Источник          | Оценка            |
| AllMusic          | [ 13 ]            |
| The Independent   | [ 14 ]            |
| NME               | [ 15 ]            |
| Pitchfork         | 3.0/10            |
| Slant Magazine    | [ 17 ]            |
| XXL               | L (3/5)           |

Альбом получил в основном негативные отзывы. В Metacritic, которая присваивает рейтинг из 100 рецензиям от основных критиков, альбом получил средний балл 44, основанный на 9 отзывах, указывающих на «смешанные или средние отзывы». The Independent описали альбом как «еще один огненный взрыв катарсиса, в значительной степени свободное от метафор пространство, где депрессия не намекается поэтически, но предлагается броситься вниз». Написав для XXL, Скотт Глейшер заявил: «это хаотичная смесь рока и рэпа, которая оставляет больше вопросов, чем ответов». Slant Magazine заявили: «даже песни, где Онфрой можно услышать более нескольких секунд, больше похожи на демо, чем на готовые треки — эффект, который может быть навязчивым, как на запасной акустической гитаре „Difference (Interlude)“ и „What Are You So Afraid Of“».

## Коммерческий успех
Skins дебютировал под номером один в американском чарте Billboard 200 с 132,000 единиц, эквивалентных альбома, из которых 52,000 были чистыми продажами альбома. Это второй альбом XXXTentacion, возглавивший американский чарт Billboard 200. Он пробыл в чарте в течение 18 недель, прежде чем покинул чарт.

## Список песен
| №                   | Название                                                 | Автор(ы)                                             | Продюсер               | Длительность |
| ------------------- | -------------------------------------------------------- | ---------------------------------------------------- | ---------------------- | ------------ |
| 1.                  | «Introduction»                                           | Джасей Онфрой                                        | XXXTentacion           | 0:31         |
| 2.                  | «Guardian angel»                                         | Онфрой Сиара Симмс                                   | Потсу XXXTentacion     | 1:48         |
| 3.                  | «Train food»                                             | Онфрой Джон Каннингем                                | Каннингем XXXTentacion | 2:44         |
| 4.                  | «whoa (mind in awe)»                                     | Онфрой Каннингем Роберт Соукиасян                    | Каннингем Scott Theft  | 2:37         |
| 5.                  | «BAD!»                                                   | Онфрой Каннингем Соукиасян                           | Каннингем Соукиасян    | 1:34         |
| 6.                  | «STARING AT THE SKY»                                     | Онфрой Каннингем                                     | Каннингем XXXTentacion | 1:25         |
| 7.                  | «One Minute» (при участии Канье Уэста и Трэвиса Баркера) | Онфрой Каннингем Баркер Уэст                         | Каннингем              | 3:17         |
| 8.                  | «difference» (interlude)                                 | Онфрой Каннингем                                     | Каннингем              | 1:16         |
| 9.                  | «I don't let go»                                         | Онфрой Каннингем Кевин Kevin Гомрингер Тим Гомрингер | Каннингем Cubeatz      | 2:01         |
| 10.                 | «what are you so afraid of»                              | Онфрой Каннингем Соукиасян                           | Каннингем Соукиасян    | 2:30         |
| Общая длительность: | Общая длительность:                                      | Общая длительность:                                  | Общая длительность:    | 19:43        |

Примечание
- Названия песен написаны в соответствии со стилизацией взятой с обложки альбома.
- «Guardian Angel» включает в себя семпл песни «Jocelyn Flores», воспроизведённый в обратном направлении.

## Чарты
| Чарт (2018)                            | Высшая позиция |
| -------------------------------------- | -------------- |
| Австралия (ARIA)                       | 8              |
| Австрия (Ö3 Austria)                   | 46             |
| Бельгия/Фландрия (Ultratop)            | 15             |
| Бельгия/Валлония (Ultratop)            | 50             |
| Канада (Canadian Albums Chart)         | 4              |
| Дания (Hitlisten)                      | 5              |
| Нидерланды (Album Top 100)             | 3              |
| Финляндия (Suomen virallinen lista)    | 2              |
| Франция (SNEP)                         | 53             |
| Ирландия (IRMA)                        | 9              |
| Италия (FIMI)                          | 42             |
| Латвия (LAIPA)                         | 1              |
| Новая Зеландия (RMNZ)                  | 9              |
| Норвегия (VG-lista)                    | 1              |
| Швеция (Sverigetopplistan)             | 1              |
| Швейцария (Schweizer Hitparade)        | 36             |
| Великобритания (UK Albums Chart)       | 29             |
| США (Billboard 200)                    | 1              |
| США (Billboard Top R&B/Hip-Hop Albums) | 1              |